# Elektrokucija
Elektrokucija je izvođenje smrtne kazne električnom strujom u pravilu na električnoj stolici. Kazna se izvodi tako da se osuđeniku na tjeme stavi jedna i na nogu druga elektroda i pusti snažni električni udar.
Prvi puta elektrokucija je izvedena u New Yorku u SAD-u 6. kolovoza 1890. godine nad osuđenikom Williamom Kemmlerom u zatvoru Auburn. Prva žena ubijena na ovaj način bila je Martha Place, pogubljena  20. travnja 1899. u zatvoru Sing Sing u New Yorku.
Trenutno posljednja kazna izvedena je u američkoj državi Virginia 16. siječnja 2013. nad Robertom Charlesom Gleasonnom mlađim.
- Električna stolica u Sing Singu
- Osuđenik na el. stolici s elektrodama na tjemenu i nogi
- El. stolica u Huntsvilleu, Teksas.
- Kemmlerovo pogubljenje elektrokucijom, prvo u povijesti SAD-a.
- Upotreba el. stolice u SAD.-u
- Martha Place